# Prepona abulonia
Prepona abulonia är en fjärilsart som beskrevs av Hans Fruhstorfer 1916. Prepona abulonia ingår i släktet Prepona och familjen praktfjärilar. Inga underarter finns listade i Catalogue of Life.